# Zmarli w roku 1959
Lista osób zmarłych w 1959:

## styczeń 1959
- 21 stycznia – Stanisław Młodożeniec, polski poeta, współtwórca futuryzmu (ur. 1895)
- 22 stycznia – Mike Hawthorn, brytyjski kierowca wyścigowy, mistrz Formuły 1 z sezonu 1958 (ur. 1929)
- 24 stycznia – Jean Lhermitte, francuski lekarz neurolog i psychiatra (ur. 1877)
- 26 stycznia – Bruno Gröning, niemiecki uzdrowiciel duchowy (ur. 1906)

## luty 1959
- 3 lutego:
  - Ritchie Valens, amerykański muzyk (ur. 1941)
  - Buddy Holly, amerykański muzyk (ur. 1936)
  - The Big Bopper, amerykański muzyk (ur. 1930)
- 12 lutego – George Antheil, amerykański kompozytor (ur. 1900)
- 15 lutego – Owen Willans Richardson, angielski fizyk (ur. 1879)
- 18 lutego – Alfred Alessandrescu, kompozytor rumuński (ur. 1893)
- 19 lutego – Antoni Kenar, polski rzeźbiarz, pedagog, dyrektor Państwowego Liceum Technik Plastycznych w Zakopanem (ur. 1906)

## marzec 1959
- 26 marca:
  - Raymond Chandler, amerykański autor powieści i opowiadań kryminalnych (ur. 1888)
  - Montserrat Grases, hiszpańska kandydatka do beatyfikacji (ur. 1941)
- 29 marca – Zygmunt Strubel, podpułkownik kawalerii Wojska Polskiego, kawaler Orderu Virtuti Militari (ur. 1897)

## kwiecień 1959
- 2 kwietnia – Mikołaj Czarnecki, egzarcha Wołynia, Podlasia i Polesia Ukraińskiego Kościoła Greckokatolickiego, błogosławiony katolicki (ur. 1884)
- 6 kwietnia – Peter Schlütter, duński żeglarz, medalista olimpijski (ur. 1893)
- 9 kwietnia – Frank Lloyd Wright, architekt amerykański (ur. 1867)
- 11 kwietnia – gen. bryg. Jerzy Kirchmayer (ur. 1895)
- 13 kwietnia – Eduard van Beinum, holenderski dyrygent (ur. 1900)
- 16 kwietnia – Antoni Fertner, polski aktor (ur. 1874)
- 27 kwietnia – William Fielding Ogburn, amerykański socjolog i statystyk (ur. 1886)
- 28 kwietnia – María Guggiari Echeverría, paragwajska karmelitanka, błogosławiona katolicka (ur. 1925)

## maj 1959
- 6 maja – Maria Dulęba, polska aktorka (ur. 1881)
- 12 maja – Dedë Malaj, albański duchowny katolicki, męczennik, błogosławiony (ur. 1917)
- 24 maja:
  - Henri Grappin, francuski pisarz (ur. 1881)
  - Antonín Veverka, czeski taternik, alpinista i działacz turystyczny (ur. 1908)
- 31 maja – Jack Patrick, amerykański sportowiec, medalista olimpijski (ur. 1898)

## czerwiec 1959
- 5 czerwca – Ragnar Svensson, szwedzki żeglarz, medalista olimpijski (ur. 1882)
- 9 czerwca – Adolf Windaus, niemiecki chemik, noblista (ur. 1876)
- 16 czerwca – George Reeves, amerykański aktor (ur. 1914)

## lipiec 1959
- 7 lipca – Marthe Jordán, francuska alpinistka i taterniczka (ur. 1881)
- 9 lipca – Jerzy Leszczyński, polski aktor teatralny i filmowy, reżyser (ur. 1884)
- 15 lipca – Ernest Bloch, amerykański kompozytor (ur. 1880)
- 30 lipca – Maria Venegas de la Torre, meksykańska zakonnica, święta katolicka (ur. 1868)

## sierpień 1959
- 8 sierpnia – Luigi Sturzo, włoski ksiądz katolicki, polityk, inicjator włoskiej chadecji (ur. 1871)
- 16 sierpnia – Wanda Landowska, polska klawesynistka, pianistka, kompozytorka (ur. 1879)

## wrzesień 1959
- 5 września – Kazimierz Zarankiewicz, polski matematyk (ur. 1902)
- 28 września – Rudolf Caracciola, niemiecki kierowca rajdowy (ur. 1901)

## październik 1959
- 4 października – Mieczysław Orłowicz, polski doktor prawa, z zamiłowania krajoznawca i popularyzator turystyki (ur. 1881)
- 9 października – Shirō Ishii, japoński zbrodniarz wojenny, dowódca jednostki 731 (ur. 1892)
- 10 października – Frédéric Bruynseels, belgijski żeglarz, medalista olimpijski (ur. 1888)
- 11 października – Adya van Rees-Dutilh, holenderska artystka tekstylna, malarka i graficzka (ur. 1876)
- 16 października – George Marshall, amerykański generał i polityk (ur. 1880)
- 19 października – Thorleif Holbye, norweski żeglarz, medalista olimpijski (ur. 1883)
- 31 października – Juliusz Ulrych, polski polityk, minister (ur. 1888)

## listopad 1959
- 15 listopada – Charles Thomson Rees Wilson, szkocki fizyk, laureat Nagrody Nobla (ur. 1869)

## grudzień 1959
- 10 grudnia – Andrzej Sołtan, polski fizyk jądrowy (ur. 1897)
- 24 grudnia – Károly Jordán, węgierski taternik i matematyk (ur. 1871)
- 31 grudnia – Henryk Alszer, polski piłkarz (ur. 1918)

data dzienna nieznana: 
- Edward Walery Janczewski, polski geolog i geofizyk, taternik i alpinista (ur. 1887)
- Tibold Kregczy, węgierski taternik (ur. 1889)